# Faieto
Faieto è una frazione del comune di Cortino (in provincia di Teramo). Il paese si trova a una quota di 630 metri di altitudine.

## Storia
Il suo nome (Faieto significa faggeto) deriva dall'abbondanza di boschi di faggio immediatamente alle spalle del paese. Restano ignote le sue origini. Probabilmente nei boschi della zona si rifugiarono le genti provenienti dalle valli del Vomano e del Tordino nei tempi anteriori all'anno mille, per sfuggire alle scorrerie saracene e di altri barbari.
La notizia più antica della frazione si ha nel 1134 in una donazione al Vescovo Aprutino, seguita dalla citazione nel libro censuale fatto fare dal vescovo di Teramo monsignor Francesco Chieregato dove compare con il nome della chiesa di S. Bartolomeo ad Fagetum dipendente dalla vicina abbazia di S. Giovanni in Pergulis.
Secondo le testimonianze orali, il paese anticamente si trovava al di là del torrente Fiumicello, sul versante sinistro, mentre ora si trova sul versante destro. Fiumicello, in alcune antiche carte geografiche detto anche Trontinello, è un affluente destro del fiume Tordino.
Il cambio della collocazione del paese si rese necessario in seguito a una frana che distrusse tutte le case dell'abitato. Si dice che la frana venne giù nel Settecento; fu forse in concomitanza del terremoto del Gran Sasso del 1703?
Il paese faceva parte del comune di Valle San Giovanni. Dopo l'unificazione dell'Italia, i cittadini di Faieto insieme con gli abitanti di altre frazioni limitrofe, chiesero una modifica dei confini. Il prefetto di Teramo accolse la richiesta e il 16 maggio 1868 soppresse il comune di Valle San Giovanni. In quella circostanza, Faieto e Casanova (Cortino) vennero aggregati al Comune di Cortino.
Le famiglie più antiche di Faieto sono quelle di De Ambrosiis, D'Andrea, Brunozzi, Marini, Di Romano, Marinelli.

## Architetture religiose
Poco sopra il paese, nella località Piano delle Macchie, nel passato c'era un ospizio dei padri Francescani della Madonna delle Grazie di Teramo. L'ospizio si trovava lungo il tratturo che da Frondarola saliva verso Piano Roseto, sui Monti della Laga.
Nel 1640 circa fu costruita la nuova parrocchia di Sant'Andrea di Faieto distaccandola da quella di Casanova (Cortino). La chiesa fu adornata coi beni dell'Ospizio francescano. Sull'arco della chiesa parrocchiale si legge la data 1519 ma non si sa se il portale fu aggiunto prelevandolo da un'altra costruzione.
La chiesa fu ampliata nel 1880, aggiungendovi il presbiterio. Fino a quella data l'altare laterale era l'unico esistente. L'ingresso era di fronte e l'attuale porta di ingresso doveva essere un semplice ornamento della facciata rivolta al paese.
Sull'altare laterale si venera ancora il dipinto rappresentante la Sacra Famiglia, di cui si ignora l'autore e l'epoca.
Nel 1930 furono eseguiti nuovi restauri all'interno della chiesa, mentre gli affreschi del soffitto furono dipinti nel 1937.
L'altare maggiore fu costruito in granito, come pure la balaustrata, con grande difficoltà nel trasporto del pesante materiale a dorso di mulo da Valle San Giovanni, lungo scomode mulattiere in assenza, in quel periodo, della strada carrozzabile.
Al di sopra della facciata, su di un campanile a vela, vi sono due campane di diverse dimensioni. La più piccola fu rifusa nel 1890.